# Lorenzo Ariaudo
Lorenzo Ariaudo (ur. 11 czerwca 1989 roku w Turynie) – włoski piłkarz, aktualnie występujący na pozycji środkowego obrońcy w Sassuolo.

## Kariera klubowa

### Początki
Ariaudo karierę piłkarską zaczynał w szkółce piłkarskiej SBS Scuola Calcio w Turynie w wieku 8 lat, by już po roku przenieść się do drużyny Pulcini Juventusu. W turyńskim klubie przeszedł wszystkie szczeble juniorskiej kariery, zdobywając po drodze Mistrzostwo Allievi w 2006 i Młodzieżowy Superpuchar Włoch w 2007. W sezonie 2007/2008 dołączył do drużyny Primavera Juventusu, a w następnym stał się jej podstawowym obrońcą, tworząc duet z Andreą De Paola. W 2009 wraz z drużyną triumfował w Torneo di Viareggio.

### Juventus
W pierwszej drużynie Juventusu zadebiutował w meczu oficjalnym 26 sierpnia 2008 w meczu eliminacyjnym Ligi Mistrzów z Artmedią Petrzalka (1:1), zastępując w 80. minucie meczu Nicolę Legrottaglie. Swój ligowy debiut w pierwszym składzie Juventusu zaliczył w zremisowanym 1:1 meczu z S.S. Lazio 18 stycznia 2009. Zagrał pełne 90 minut, partnerując Legrottaglie. Po debiucie rozegrał jeszcze 2 spotkania w barwach Juve, z czego 1 w pełnym wymiarze czasowym.

### Cagliari Calacio
2 stycznia 2010 roku został wypożyczony do Cagliari Calcio, a po sezonie wykupiono 50% praw do zawodnika od Juventusu na stałe. 31 stycznia wraz z przenosinami Alessandro Matriego do Juventusu nabyto drugie 50%. W barwach Cagliari wystąpił 60 razy zdobywając jedną bramkę.

### Sassuolo
4 stycznia 2014 roku Sassuolo kupiło Ariaudo za 500 tysięcy euro.

#### Wypożyczenie w Genoi
30 czerwca 2015 roku Ariaudo udał się na półroczne wypożyczenie do Genoi. Nie udało mu się wystąpić nawet w jednym spotkaniu ligowym.

#### Wypożyczenie w Empoli
1 lutego 2016 roku potwierdzono półroczne wypożyczenie Ariaudo do Empoli FC. W byłym klubie Piotra Zielińskiego wystąpił w 5 spotkaniach ligowych.

## Kariera reprezentacyjna
Lorenzo Ariaudo zadebiutował w reprezentacji Włoch U-21 25 marca 2009 w towarzyskim meczu z Austrią, zakończonym wynikiem 2:2. Ariaudo wszedł na boisko w przerwie, zastępując obrońcę Milanu Matteo Darmiana.